# David Stone (hudebník)
David Stone (* jako Michael David Stoyanoff 1952, Toronto, Kanada) je kanadský profesionální klávesista, nejvíce se proslavil jako člen skupiny Rainbow, se kterou nahrál album Long Live Rock 'n' Roll. Hrál také se skupinami Symphonic Slam, Solo Flight nebo BB Gabor. V současné době pracuje na vedlejším projektu s jeho synem.